# Simataniari (Parlilitan)
Simataniari is een bestuurslaag in het regentschap Humbang Hasundutan van de provincie Noord-Sumatra, Indonesië. Simataniari telt 377 inwoners (volkstelling 2010).